# Англійський сніданок
Англійський сніданок, або Повний англійський сніданок (англ. Full English breakfast) — назва сніданку, поширеного у Великій Британії та Ірландії, який включає до себе бекон, яєшню, ковбасу та напій, зазвичай, чай або каву. До цього сніданку можуть додаватися інші складові, залежно від регіону: чорний пудинг (різновид кров'яної ковбаси), печені боби, гриби, помідори. В більшості регіонів він знаний також як печеня, fry up.

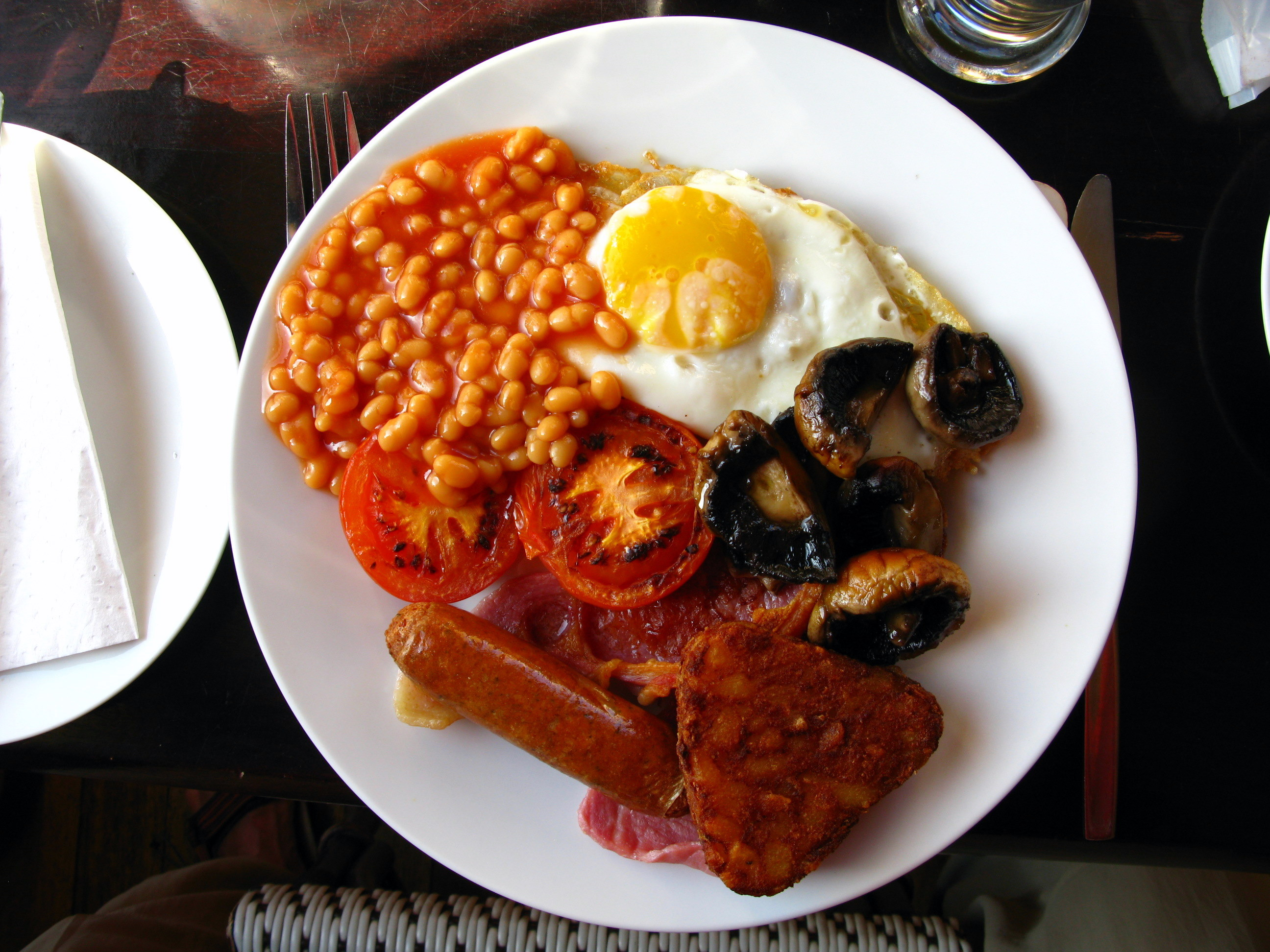
Типовий приклад повного англійського сніданку

У Британії та Ірландії деякі кафе та паби пропонують цей варіант сніданку цілий день. Британський журнал Country Life повідомляє, що ідея сніданку сходить до XIII віку, до аристократичних домівок, де згідно зі старою англосаксонською традицією, потрібно було забезпечити себе, рідних, друзів та сусідів ситним сніданком, щоб мати сили на весь день.
Повний англійський сніданок входить до складу найбільш визнаних страв британської кухні, серед яких гамбургер, пюре, вівчарський пиріг, риба та картопля фрі, ростбіф, недільний обід, тощо. Повний сніданок порівнюють з більш легкою альтернативою континентального сніданку, який складається з круасанів, або іншої випічки, напою та фруктів. В меню готелів можна зустріти обидва варіанти сніданків на вибір.
Згідно з історією страви, яку дослідила спільнота англійського сніданку, розквіту традиція снідати саме так досягла у вікторіанську епоху, а згодом едвардіанці привели всі складові до стандартного варіанту, який пропонується в ресторанах сьогодні. В 50-і роки приблизно половина британського населення починала свій день з такого сніданку, а сьогодні він подається в пабах, сімейних готелях по всій Великій Британії.

## Регіональні варіанти сніданку

### Англія
Традиційно поширений в Англії сніданок включає бекон, яєшню, або омлет, обсмажені помідори, або помідори-гриль, смажені гриби, обсмажений хліб чи тости з вершковим маслом. Деколи додають чорний пудинг, печене з капусти та картоплі, запечені боби. Їжу традиційно супроводжують чай, кава, або фруктовий сік. Оскільки все смажене, то такий сніданок називають ще «печеня», або fry up.

### Корнуолл
Сніданок складається зі свинячого пудингу, традиційної корнуолльскої страви, і картопляного коржа. Інші складові такі самі, як в Англії: бекон, ковбаса, яйця, помідори, тости та гриби.

### Ірландія
Точні інгредієнти різняться в залежності від регіону Ірландії. Традиційно усюди готують свинячі ковбаски, бекон, білий та чорний пудинги, тости, помідори, печені боби, содовий хліб, хешбраун, печінку. Одним із символів Ірландії став рулет до сніданку, який виглядає як багет з начинкою. Такий сніданок набув популярності тому, що його легко з'їсти по дорозі в школу, чи на роботу. Багет містить складові звичайного англійського сніданку, а купити його можна на автозаправних станціях по всій Ірландії.

### Ольстер
На півночі Ірландії, в Ольстері, подають Ulster fry, який їдять не тільки під час сніданку, а і увесь день. Він містить содовий, або картопляний хліб, яйця, смажені ковбаски та бекон і дуже популярний в магазинах швидкого харчування.

### Шотландія
Шотландському стилю сніданків притаманний характерний чорний пудинг, Stornoway, квадратна шотландська ковбаса Лорн, національна страва Шотландії гаґис. Додатково можуть бути присутні білий, або фруктовий пудинг, вівсяні коржики. Ще одним традиційним шотландським сніданком вважається каша.